# 德米特里斯·品德
德米特里斯·品德（英語：Demetrius Pinderborn，1989年2月13日—）是巴哈马田径运动员，擅长400米，他的个人最佳纪录是44.77秒。在2012年夏季奥林匹克运动会田径比赛中，他与队友在下4×400米接力赛金牌。

## 外部連結
- 德米特里斯·品德在的頁面
- http://www.flashresults.com/2011_Meets/indoor/03-11-NCAADiv1/Results3-2.htm （页面存档备份，存于）
- http://www.athletic.net/TrackAndField/Athlete.aspx?AID=1770776 （页面存档备份，存于）
- http://www.trackalerts.com/index.php?option=com_content&view=article&id=4126:pinder-riley-williams-strike-gold-at-ncaa-d1-nationals&catid=3806:lead-stories&Itemid=82 （页面存档备份，存于）
- TEXAS A&M PROFILE
- TNF Bahamas/MileSplit Athlete Profile （页面存档备份，存于）